# Diastatops emilia
Diastatops emilia är en trollsländeart som beskrevs av Montgomery 1940. Diastatops emilia ingår i släktet Diastatops och familjen segeltrollsländor. Inga underarter finns listade i Catalogue of Life.